# Катастрофа Ми-8 под Шелковской
Катастрофа Ми-8 под Шелковской произошла в воскресенье 27 января 2002 года. По мнению экспертов, вертолёт МВД России был подбит боевиками ракетой «земля — воздух» на подлёте к станице.

## Жертвы
В результате катастрофы погибли 14 человек, среди которых:
- Рудченко, Михаил Мефодьевич — заместитель министра внутренних дел, начальник главного управления внутренних дел по Южному федеральному округу, генерал-лейтенант;
- Гаридов, Николай Петрович — первый заместитель командующего внутренними войсками МВД России, генерал-лейтенант;
- Юрий Орленко — заместитель командующего объединённой группировкой войск в Чечне от МВД, полковник.

На борту также находились сопровождающие лица, охрана и экипаж.